# Crocifissione (Jacopo Bellini)
Crocifissione è un dipinto di Jacopo Bellini, realizzato con la tecnica della pittura a tempera su tela, conservato nel Museo di Castelvecchio a Verona.